# Mendelian Inheritance in Man
Het project Mendelian Inheritance in Man en de onlineversie daarvan, de Online Mendelian Inheritance in Man (OMIM), is een databank waarin alle bekende ziekten zijn opgenomen waarvan een genetische component bekend is en waar zo mogelijk verwijzingen staan naar verantwoordelijke genen in het menselijk genoom.